# Ginsburgsmilus napakensis
Ginsburgsmilus napakensis (лат.) — вымерший вид кошкообразных хищных млекопитающих из семейства Barbourofelidae, единственный в составе рода Ginsburgsmilus. Научное описание составлено в 2001 году. Типовой образец UM Nap IX 1966 — верхняя челюсть, найденная в районе Напак, Уганда. Наземный хищник, обитавший в эпоху миоцен.